# Канторович, Рой
Рой Герман Канторович (англ. Roy Herman Kantorowich) (1917, ЮАС — 1996, ЮАР) — южноафриканский, израильский и английский архитектор  и градостроитель.

## Биография
Рой Канторович родился в еврейской семье трансваальского пионера. Он внес большой вклад в архитектуру и градостроительство Южной Африки. В Израиле разработал план города Ашкелон, в Англии был профессором Манчестерского университета (University of Manchester). Он был также президентом Африканского союза градостроителей.

## Избранные проекты и постройки
- Генеральный план города Ашкелон
- Схема развития прибрежной зоны Кейптауна
- Схема развития центральной части Претории (совместно с английским экспертом лордом Уильямом Холфордом)
- Общественный центр города Велкома

## Публикации
- Baron William Graham Holford Holford, Roy Herman Kantorowich. Durban 1985: a plan for central Durban in its regional setting : a report to the City Council on the Central Durban planning project, July 1965-September 1968. — City Eningeer's Dept., 1968.
- Baron William Graham Holford Holford, Roy Herman Kantorowich. Durban 1985: a plan for central Durban in its regional setting: A report to the City Council. — Webster, Steel & Co., 1969. — 172 p.
- Roy Herman Kantorowich. Three perspectives on planning for the 'eighties. — National Building Research Institute, Council for Scientific and Industrial Research, 1981. — 46 p.